# 国家农作物品种审定委员会
国家农作物品种审定委员会，隶属于中华人民共和国农业农村部种子管理局。

## 沿革
农业部设立国家农作物品种审定委员会，负责国家级农作物品种审定工作，其中包括水稻、小麦、棉花、玉米、大豆、茶等。同时中华人民共和国各省级人民政府农业主管部门设立省级农作物品种审定委员会，负责省级农作物品种审定工作。品种审定委员会由科研、教学、生产、推广、管理、使用等方面的专业人员组成。每届任期五年，连任不得超过两届。品种审定委员会设主任1名，副主任2-5名。2017年12月，第四届国家农作物品种审定委员会成立。